# Korjenko Gumić
Korjenko Gumić (eng. Worzel Gummidge) je engleska televizijska seriju za djecu, koju je producirala televizijska kuća Southern Television za ITV.
Serija je snimljena prema djelu spisateljice Barbare Euphan Todd. 
Prve su sezone snimljene u Velikoj Britaniji od 1979. do 1981. godine. Prvi je put emitirana 25. veljače 1979. godine. U glavnoj je ulozi bio Jon Pertwee. U Ujedinjenom je Kraljevstvu emitirana tijekom četiriju sezona. Channel 4 snimio je nastavke 1987. na Novom Zelandu od 1987. do 1989. kao Korjenko Gumić dolje ispod, a prvi je snimljen 16. travnja 1989. godine.
U Hrvatskoj je prvi put prikazana početkom 1980-ih a emitirala ju je Televizija Zagreb (današnji HTV).
Glavni je lik serije strašilo Korjenko Gumić koji situacije rješava promjenama glava koja svaka ima posebne sposobnosti ("glava za razmišljanje").

## Uloge
- Jon Pertwee - Korjenko Gumić
- Una Stubbs - Tetka Sally (ime je dobila prema tradicijskoj britanskoj igri, koja se sastoji u gađanju lutke zvane Aunt Sally, Tetka Sally)
- Geoffrey Bayldon - The Crowman
- Jeremy Austin - John
- Charlotte Coleman - Sue
- Mike Berry - Mr Peters
- Bill Maynard - narednik Beetroot
- Wayne Norman - Pickles Brambles
- Norman Bird - g. Braithwaite
- Megs Jenkins - gđa Braithwaite (sezona 1–3)
- Joan Sims - gđa Bloomsbury-Barton (sezona 1–2)
- Sarah Thomas - Enid Simmons (sezona 1–3)
- Michael Ripper - g. Shepherd
- Alex Scott - Cobber Gumić (sezona 2)
- Norman Mitchell - P.C. Parsons (sezona 1–2)
- Barbara Windsor - Saucy Nancy
- Lorraine Chase - Dolly Clothes-Peg (sezona 3–4)
- Connie Booth - Tetka Sally II (sezona 4)
- Bernard Cribbins - Veseli Jack (sezona 4)

## Vanjske poveznice
- Screenonline: Worzel Gummidge
- Korjenko IMDB (engleski)
- Korjennko  Arhivirana inačica izvorne stranice od 25. rujna 2013. (Wayback Machine) na TV.com